# Linia 8 metra w Paryżu
Linia 8 paryskiego metra jest linią zbudowaną w Paryżu w 1913 roku. Ostatnio rozbudowywana w 2011 r. Jest to ostatnia linia wybudowana według projektu z 1898 r. oraz jedna z najdłuższych linii paryskiego metra (23,4 km). Jest obsługiwana przez składy typu MF 77.

## Lista stacji
| #  | Nazwa                                    | Miejscowość/dzielnica                      | Otwarcie | Możliwe przesiadki | Liczba pasażerów (2021) | Pozycja w całym systemie względem liczby pasażerów (2021) |
| -- | ---------------------------------------- | ------------------------------------------ | -------- | ------------------ | ----------------------- | --------------------------------------------------------- |
| 1  | Balard                                   | 15. dzielnica                              | 1937     |                    | 3 236 801               | 95                                                        |
| 2  | Lourmel                                  | 15. dzielnica                              | 1937     | –                  | 1 696 432               | 210                                                       |
| 3  | Boucicaut                                | 15. dzielnica                              | 1937     | –                  | 2 288 055               | 152                                                       |
| 4  | Félix Faure                              | 15. dzielnica                              | 1937     | –                  | 1 161 978               | 266                                                       |
| 5  | Commerce                                 | 15. dzielnica                              | 1937     | –                  | 2 212 666               | 157                                                       |
| 6  | La Motte-Picquet – Grenelle              | 15. dzielnica                              | 1913     |                    | 5 117 708               | 34                                                        |
| 7  | École Militaire                          | 7. dzielnica                               | 1913     | –                  | 2 805 976               | 121                                                       |
| 8  | La Tour-Maubourg                         | 7. dzielnica                               | 1913     | –                  | 1 361 723               | 247                                                       |
| 9  | Invalides                                | 7. dzielnica                               | 1913     |                    | 3 482 080               | 79                                                        |
| 10 | Concorde                                 | 1. dzielnica; 8. dzielnica                 | 1914     |                    | 3 401 219               | 86                                                        |
| 11 | Madeleine                                | 8. dzielnica                               | 1913     |                    | 5 330 928               | 27                                                        |
| 12 | Opéra                                    | 2. dzielnica; 9. dzielnica                 | 1913     |                    | 5 193 831               | 32                                                        |
| 13 | Richelieu – Drouot                       | 2. dzielnica; 9. dzielnica                 | 1928     |                    | 2 994 510               | 108                                                       |
| 14 | Grands Boulevards                        | 2. dzielnica; 9. dzielnica                 | 1931     | –                  | 3 737 316               | 66                                                        |
| 15 | Bonne Nouvelle                           | 2. dzielnica; 9. dzielnica; 10. dzielnica  | 1931     | –                  | 2 806 227               | 120                                                       |
| 16 | Strasbourg – Saint-Denis                 | 2. dzielnica; 3. dzielnica; 10. dzielnica  | 1931     |                    | 6 345 770               | 16                                                        |
| 17 | République                               | 3. dzielnica; 10. dzielnica; 11. dzielnica | 1931     |                    | 11 079 708              | 7                                                         |
| 18 | Filles du Calvaire                       | 3. dzielnica; 11. dzielnica                | 1931     | –                  | 1 093 673               | 279                                                       |
| 19 | Saint-Sébastien – Froissart              | 3. dzielnica; 11. dzielnica                | 1931     | –                  | 1 151 192               | 267                                                       |
| 20 | Chemin Vert                              | 3. dzielnica; 11. dzielnica                | 1931     | –                  | 1 018 958               | 282                                                       |
| 21 | Bastille                                 | 4. dzielnica; 11. dzielnica; 12. dzielnica | 1931     |                    | 8 069 243               | 11                                                        |
| 22 | Ledru-Rollin                             | 11. dzielnica; 12. dzielnica               | 1931     | –                  | 2 570 283               | 131                                                       |
| 23 | Faidherbe – Chaligny                     | 11. dzielnica; 12. dzielnica               | 1931     | –                  | 2 190 416               | 160                                                       |
| 24 | Reuilly – Diderot                        | 12. dzielnica                              | 1931     |                    | 4 580 091               | 44                                                        |
| 25 | Montgallet                               | 12. dzielnica                              | 1931     | –                  | 1 108 395               | 274                                                       |
| 26 | Daumesnil Félix Éboué                    | 12. dzielnica                              | 1931     |                    | 3 634 023               | 70                                                        |
| 27 | Michel Bizot                             | 12. dzielnica                              | 1931     | –                  | 1 403 416               | 246                                                       |
| 28 | Porte Dorée                              | 12. dzielnica                              | 1931     |                    | 1 918 182               | 186                                                       |
| 29 | Porte de Charenton                       | 12. dzielnica                              | 1931     | 1 529 778          | 231                     |                                                           |
| 30 | Liberté                                  | Charenton-le-Pont                          | 1942     | –                  | 1 704 609               | 207                                                       |
| 31 | Charenton – Écoles Place Aristide Briand | Charenton-le-Pont                          | 1942     | –                  | 2 164 023               | 164                                                       |
| 32 | École vétérinaire de Maisons-Alfort      | Maisons-Alfort                             | 1970     | –                  | 2 269 487               | 154                                                       |
| 33 | Maisons-Alfort – Stade                   | Maisons-Alfort                             | 1970     | –                  | 1 702 479               | 208                                                       |
| 34 | Maisons-Alfort – Les Juilliottes         | Maisons-Alfort                             | 1972     | –                  | 1 297 495               | 252                                                       |
| 35 | Créteil – L’Échat Hôpital Henri Mondor   | Créteil                                    | 1973     | –                  | 1 660 120               | 214                                                       |
| 36 | Créteil – Université                     | Créteil                                    | 1974     |                    | 2 496 595               | 135                                                       |
| 37 | Créteil – Préfecture Hôtel de Ville      | Créteil                                    | 1974     | –                  | 3 330 602               | 92                                                        |
| 38 | Créteil Pointe du Lac                    | Créteil                                    | 2011     | –                  | 2 114 438               | 168                                                       |